# Rodney Heath
Rodney Wilfrid Heath, né le 15 juin 1884 à Melbourne et mort dans la même ville le 6 octobre 1936, est un joueur de tennis australien.

## Biographie
Il est notamment connu pour avoir remporté la première édition du Championnat d'Australie en 1905. L'année suivante, c'est en double qu'il s'impose aux côtés d'Anthony Wilding. Il s'impose de nouveau en simple en 1910 devant Horace Rice, puis en double en 1911, cette fois-ci avec le Britannique Randolph Lycett. En tournée en Europe, il dispute de nombreux tournois en France, Allemagne et Angleterre. Il est battu en quart de finale à Wimbledon par Max Decugis.
Associé à Norman Brookes, il remporte la Coupe Davis en 1911 face aux États-Unis à Christchurch, Heath gagnant son match face à William Larned. En 1912 face aux Iles Britanniques à Melbourne, il perd ses deux simples contre Charles Dixon et James Parke. Il remporte les championnats de l'État de Victoria en 1913.
En 1915, il s'engage dans le Royal Flying Corps pendant la Seconde Guerre mondiale. Blessé dans un accident d'avion en 1916, il est promu au grade de major l'année suivante. Reprenant sa carrière après le conflit, il est huitième de finaliste à Wimbledon en 1919 contre André Gobert et finaliste en double avec Lycett. Dans le civil, il a dirigé la bijouterie de Thomas Gaunt (en) à Melbourne.

## Palmarès (partiel)

### Titres en simple messieurs
|   | Date       | Nom et lieu du tournoi                | Catégorie    | Surface | Finaliste     | Score              | Tableau |
| - | ---------- | ------------------------------------- | ------------ | ------- | ------------- | ------------------ | ------- |
| 1 | 1905       | Australasian Championships, Melbourne | Grand Chelem | Gazon   | Arthur Curtis | 4–6, 6–3, 6–4, 6–4 | Tableau |
| 2 | 15/03/1910 | Australasian Championships, Adélaïde  | Grand Chelem | Gazon   | Horace Rice   | 6-4, 6-3, 6-2      | Tableau |

### Finales en simple messieurs
Aucune

### Titres en double messieurs
|   | Date       | Nom et lieu du tournoi                  | Catégorie    | Surface | Partenaire      | Finalistes                  | Score         | Tableau |
| - | ---------- | --------------------------------------- | ------------ | ------- | --------------- | --------------------------- | ------------- | ------- |
| 1 | 26/12/1906 | Australasian Championships Christchurch | Grand Chelem | Gazon   | Anthony Wilding | C.C. Cox Harry Parker       | 6–2, 6–4, 6–2 | Tableau |
| 2 | 21/11/1911 | Australasian Championships Melbourne    | Grand Chelem | Gazon   | Randolph Lycett | J.J. Addison Norman Brookes | 6-2, 7-5, 6-0 | Tableau |

### Finales en double messieurs
|   | Date       | Nom et lieu du tournoi               | Catégorie    | Surface | Vainqueurs                       | Partenaire         | Score              | Tableau |
| - | ---------- | ------------------------------------ | ------------ | ------- | -------------------------------- | ------------------ | ------------------ | ------- |
| 1 | 15/03/1910 | Australasian Championships Adélaïde  | Grand Chelem | Gazon   | Ashley Campbell Horace Rice      | James O'Day        | 6–3, 6–3, 6–2      | Tableau |
| 3 | 23/11/1914 | Australasian Championships Melbourne | Grand Chelem | Gazon   | Ashley Campbell Gerald Patterson | Arthur O'Hara Wood | 7–5, 3–6, 6–3, 6–3 | Tableau |
| 3 | 23/06/1919 | The Championships Wimbledon          | Grand Chelem | Gazon   | Pat O'Hara Wood Ron Thomas       | Randolph Lycett    | 6–4, 6–2, 4–6, 6–2 | Tableau |